# Culinária do Seridó
A Culinária do Seridó, também conhecida como Culinária Seridoense ou Culinária do Sertão, trata-se da gastronomia tipicamente praticada na região do Seridó. Conhecida principalmente pelo consumo de derivados bovinos, como a carne de sol e os queijos típicos (manteiga e coalho), é grande parte baseada na culinária oriunda dos colonizadores portugueses, sofrendo influência dos costumes indígenas locais, judaicos e dos escravos africanos. Conhecida por chefes de cozinha por sua qualidade, exclusividade e valor nutritivo.

## Histórico

### Influência Indígena
A culinária indígena do Seridó era muito simples, devido a carência de ingredientes oriundos da caatinga, baseava-se principalmente em frutos nativos, caças frescas (cobras, porcos do mato, veados, preás, mocós, tatus, pacas e asas-brancas) e alguns peixes encontrados na temporada das chuvas. Também se alimentavam de mel de abelhas e maribondos (uruçu); vinho de milho (nhupí), hoje conhecido como aluá; milho assado (madzó); raízes e pães feitos com mandioca. Como utensílios de cozinha utilizavam pilões de madeira, cestos (setu), cuias de cabaça (crobecá) e urupembas (Kyhiki), espécie de peneiras de palha. Os índios cozinhavam ao relento por meio de fogueiras. É também indígena o costume de macerar a carne no pilão com farinha de mandioca, o que ficou conhecido como paçoca, derivado do termo “poçoka (po-çoka) que quer dizer pilado a mão ou esmigalhado a mão.

### Influência Portuguesa
Com a ocupação do território seridoense pelos portugueses, nas últimas décadas do século XVII deu-se a introdução do gado bovino no sertão, onde passa a ser um produto base da alimentação dos seridoenses, mas também foram introduzidas outras criações como a de ovelhas, pois eram animais resistentes a seca; além de algumas aves, como galinhas, Galinha-d'angola (guinés) e perus; e com isso o consumo de ovos, ingrediente para o feitio de bolos e doces. Trazendo também todos os paramentos comuns na Europa: como tachos, panelas, grelhas, espetos e talheres.

### Influência Judaica
Novas práticas judaicas foram introduzidas na cozinha seridoense através dos cristãos-novos assim como um dos pratos típicos da culinária seridoense; o cuscuz. Além do modo de preparo de carnes, a culinária de doces do Seridó também foi profundamente influenciada pelos cristãos-novos.

### Influência Africana
Com os escravos, os colonizadores portugueses aprenderam a temperar alimentos, como a caça; além do fabrico de munguzá e pirão.

## Ingredientes

### Carne de Sol
Mais conhecido prato da culinária do Seridó, trata-se da carne salgada feita com cortes traseiros e o lombo do boi (coxão duro, coxão mole, filé e até picanha) em forma de manta postas à sombra em ambiente que receba vento. Em seguida, são levadas ao sol, estendidas no estaleiro à sombra, durando esse processo de 3 a 4 dias, onde forma uma crosta externa preservando a umidade do interior das fibras da carne. O clima árido da região é fundamental para a qualidade da carne. É consumida preparada aquecendo-a num tacho com  manteiga de garrafa e rodelas de cebola roxa. A carne de sol de Caicó é considerada por especialistas a melhor do Brasil.

### Paçoca de Pilão
Trata-se da preparação da carne de sol desfiada em grandes pilões de madeira acrescentada de farinha de mandioca e cebola roxa. A origem desse prato vem da praticidade e conservação necessária para o consumo dos vaqueiros nos grandes deslocamentos pela caatinga seridoense.

### Queijo de Manteiga
Obtido mediante coagulação do leite com emprego de  ácidos orgânicos de grau alimentício, cuja massa é submetida à dessoragem, lavagem e fusão, com acréscimo exclusivamente de manteiga de garrafa”.  A textura do queijo de manteiga é fechada, semi-friável, com pequenos orifícios mecânicos contendo gordura líquida no seu interior. O sabor é pouco acentuado, lembrando manteiga, levemente ácido, podendo ser salgado e de cor amarelo-palha.

### Arroz de leite
Prato cotidiano do seridoense, onde o arroz vermelho ou arroz da terra é preparado em conjunto com o leite.

### Chouriço Doce
Trata-se de um doce exótico, pastoso, de cor preta,tendo como ingredientes: sangue e banha de porco, mel de rapadura, castanha de caju, leite de coco, farinha de mandioca e especiarias (cravo, canela, erva-doce,gengibre e pimenta do reino), onde distribuídos adequadamente em tachos que permanecem no fogo de lenha por até 09 horas.

### Filhós
Doce de origem portuguesa, sendo adaptado aos costumes do Seridó; trata-se de um bolinho frito à base de farinha de trigo, leite e ovos moldado como esfera servido com cobertura de mel de rapadura. Consumido tradicionalmente no domingo de entrudo.

### Doce seco ou Doce de espécie
Doce de origem portuguesa temperado, à base de especiarias como cravo, canela, erva-doce ,pimenta do reino e gengibre. Leva ainda o mel de engenho (feito da rapadura escura), coco ralado, castanha de caju e farinha de mandioca. Tal doce não é frito e nem assado, depende apenas do clima, que deve estar seco e quente, para chegar ao ponto desejado, tornando-o crocante.

### Raiva
Espécie de biscoito de goma de mandioca e leite de coco, de cor creme bem-claro, assados em forno. Geralmente consumidos no café da tarde.

### Umbuzada
Bebida de sabor azedo adocicado, feito à base de umbu (fruto típico da caatinga), onde é cozido e batido com leite e açúcar.

### Arroz Doce
Receita de origem portuguesa adaptada ao sertão; Esta sobremesa é feita com arroz vermelho, mel da rapadura, leite de coco, erva-doce e canela para decorar.

## Datas Festivas

### Domingo de Carnaval

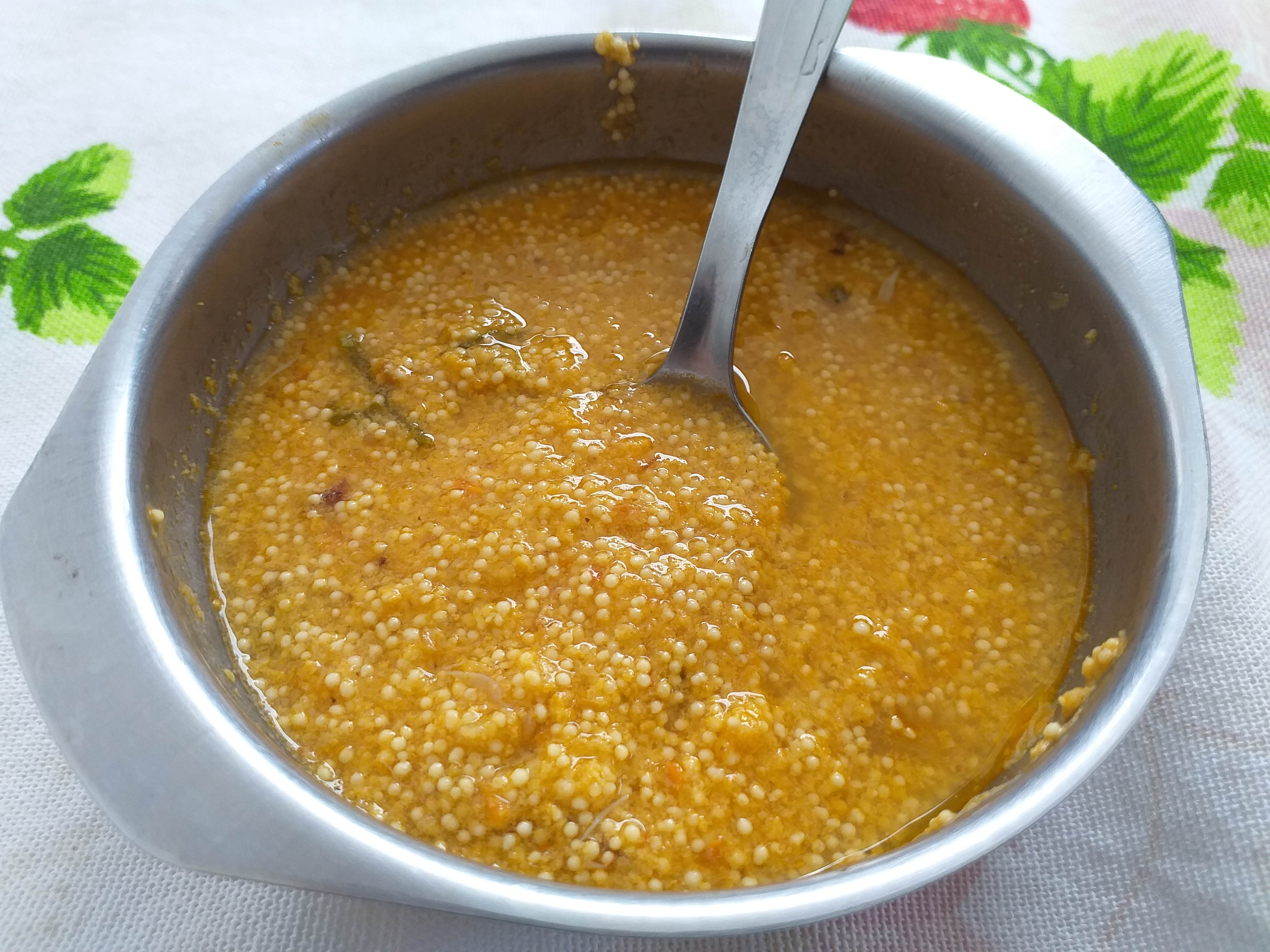
Ovas de curimatã, prato típico da semana santa no Seridó

Neste dia , conhecido como Domingo de Entrudo, é comum os seridoenses confeccionarem filhoses com mel de rapadura, podendo sofrer variações acrescidas à massa, como batata-doce e mugunzá.

### Semana Santa
Período do calendário litúrgico em que se reforça o consumo de algumas comidas, frequentemente, os peixes e os queijos. Tal prática está vinculada ao significado atribuído pelos cristãos ao sagrado Mistério da Paixão, Morte e Ressurreição de Cristo. Assim, em torno dela encontram-se alguns rituais que interferem nas práticas culinárias e nos hábitos alimentares. Como se faz restrição ao consumo de carne bovina neste período, são eleitos pratos para a substituição como: peixe frito ou cozido, ovas de curimatã cozidas, queijos e maxixada. Como sobremesas, consomem arroz doce e umbuzada, exceto na Sexta-Feira Santa. No Sábado de Aleluia se alimentam com fartura, com arroz de leite, feijão verde com nata, as mais variadas carnes, carneiro, bode e galinha caipira. Podendo inclusive consumir cachaça.

### Festas Juninas
Como no restante do Brasil, reserva-se essa data para o consumo de alimentos à base de milho, como canjica, pamonha, bolo de milho, milho assado e cozido.

### Natal

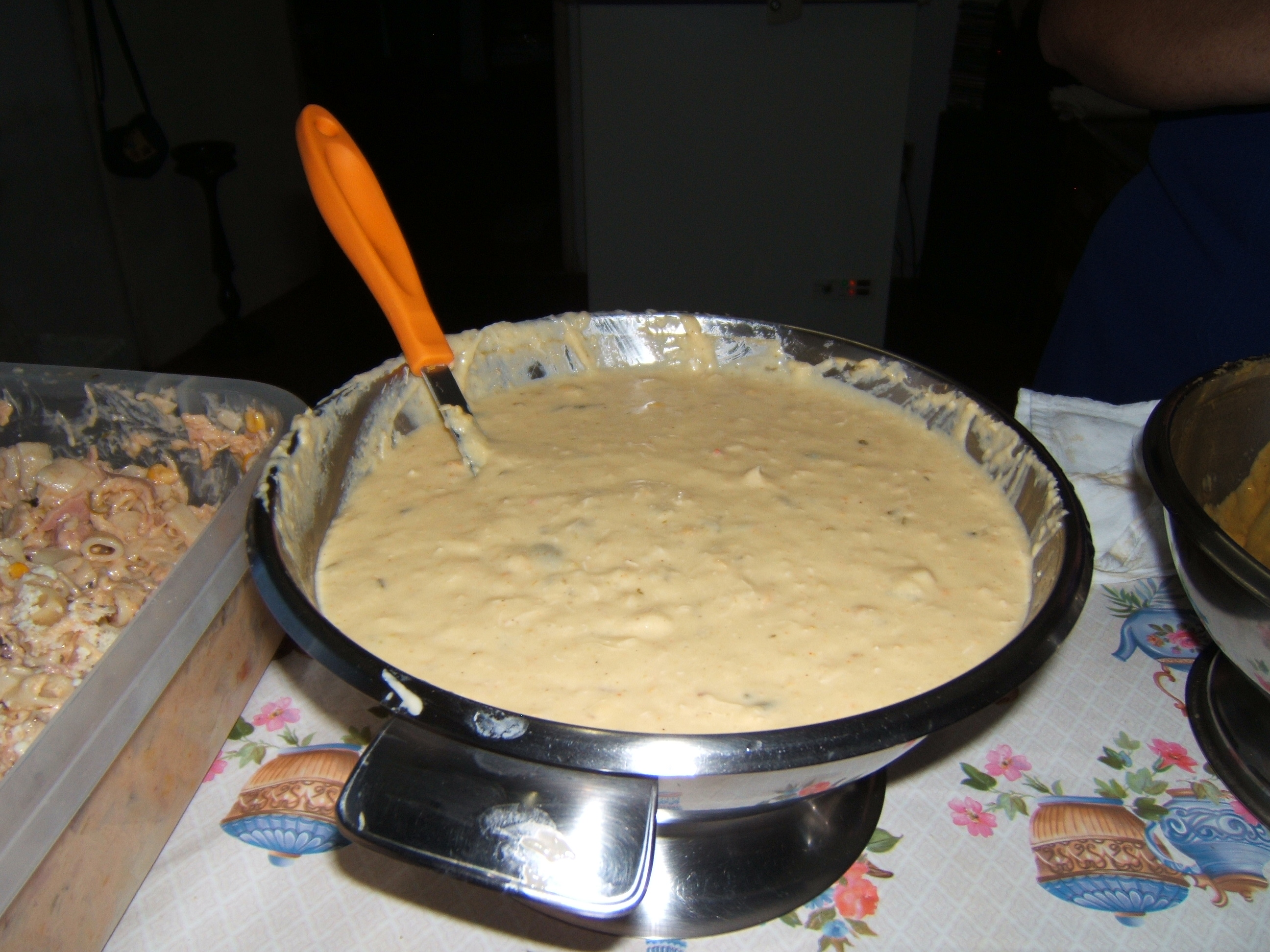
Prato de creme de galinha, tradicional em aniversários no Seridó

Durante os festejos natalinos, além da ceia tradicional, é confeccionado como sobremesa o Doce Seco.

### Aniversários e Festas
Na zona rural do Seridó é comum o abate de uma rês para comemorar um aniversário, era regra almoçar uma mão de vaca ou buchada, regada com um cálice de aguardente. Nos domingos e em dia de festa servia-se variadas iguarias como leitão, peru assado, galinha, creme de galinha ou de festa e doces de várias qualidades, acompanhados com queijo de coalho ou de manteiga. Bebia-se aluá de milho fermentado e vinho de caju caseiro. Durante os dias de viagens era comum levar a paçoca, feita de carne de sol pilada com farinha e rapadura.